# Leila Younes El-Amaire
Leila Younes El-Amaire (geboren 1991 in Berlin) ist eine deutsche Juristin und Poetry-Slamerin muslimischen Glaubens mit familiären palästinensisch-syrischen Wurzeln und Bundesverdienstkreuzträgerin. Sie ist die Schwester von Younes El-Amayra aus dem Datteltäter-Kollektiv.
El-Amaire setzt sich in zahlreichen Projekten für gesellschaftliche Teilhabe von vor allem jungen Menschen und gegen Rassismus ein, war 2011 Mitbegründerin des gemeinnützigen Vereins i,Slam e.V. und engagiert sich unter anderem beim Verein JUMA – jung, muslimisch, aktiv. 2019 war sie Botschafterin beim Bündnis für Demokratie und Toleranz – Gegen Extremismus und Gewalt (BfDT).
Im Jahr 2020 wurde ihr von Bundespräsident Frank-Walter Steinmeier das Bundesverdienstkreuz am Bande verliehen.